# Суха (Закарпатская область)
Суха или Сухая (укр. Суха) — село в Должанской сельской общине Хустского района Закарпатской области Украины.
Население по переписи 2001 года составляло 1906 человек. Почтовый индекс — 90153. Телефонный код — 3144. Занимает площадь 2,000 км². Код КОАТУУ — 2121981602.